# Avicennia germinans
Чорний мангр (Avicennia germinans) — вид рослин родини акантові.

## Будова
Вічнозелене дерево або чагарник 3-12 метрів заввишки з круглою кроною. Стовбур покручений 30-50 см в діаметрі. Оскільки дерево росте на припливних затоплюваних берегах, розвинулися вертикальні дихаючі корені, що виходять над рівнем землі для забезпечення рослини повітрям. Листя виводить сіль з організму дерева у вигляді кристалів.

## Життєвий цикл
Рослина починає проростати у плоді ще на дереві. Коли насіння падає, то застрягає у багнюці, уже маючи пагони та коріння. Плід також може плавати у солоній воді рік не втрачаючи життєздатність.
Гілки сусідніх дерев однакової висоти не перетинаються, утворюючи чіткі проміжки між кронами. Цей природний феномен називають сором'язливість крони.

## Поширення та середовище існування
Росте у тропічній зоні Атлантичного океану від Африки до Карибських островів. Формує мангрові ліси на припливних землях у гирлах та лиманах.
Через перенаселення, забруднення навколишнього середовища, урагани територія мангрових лісів значно скоротилася.

## Практичне використання
Використовують як засіб проти комах, природний барвник червоного кольору, джерело дубильних речовин.
Насіння можна вживати в їжу, ретельно почистивши від отруйних частин.
Добрий медонос.

## Галерея

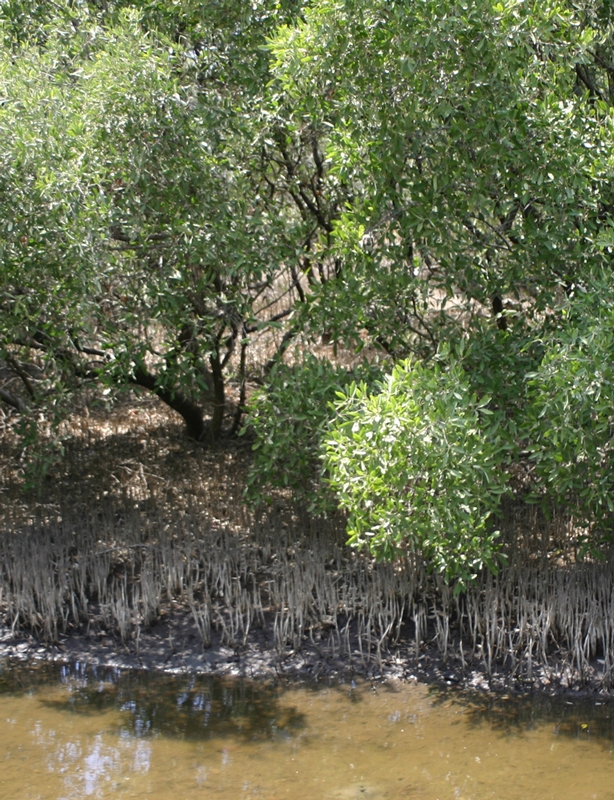
Зарості
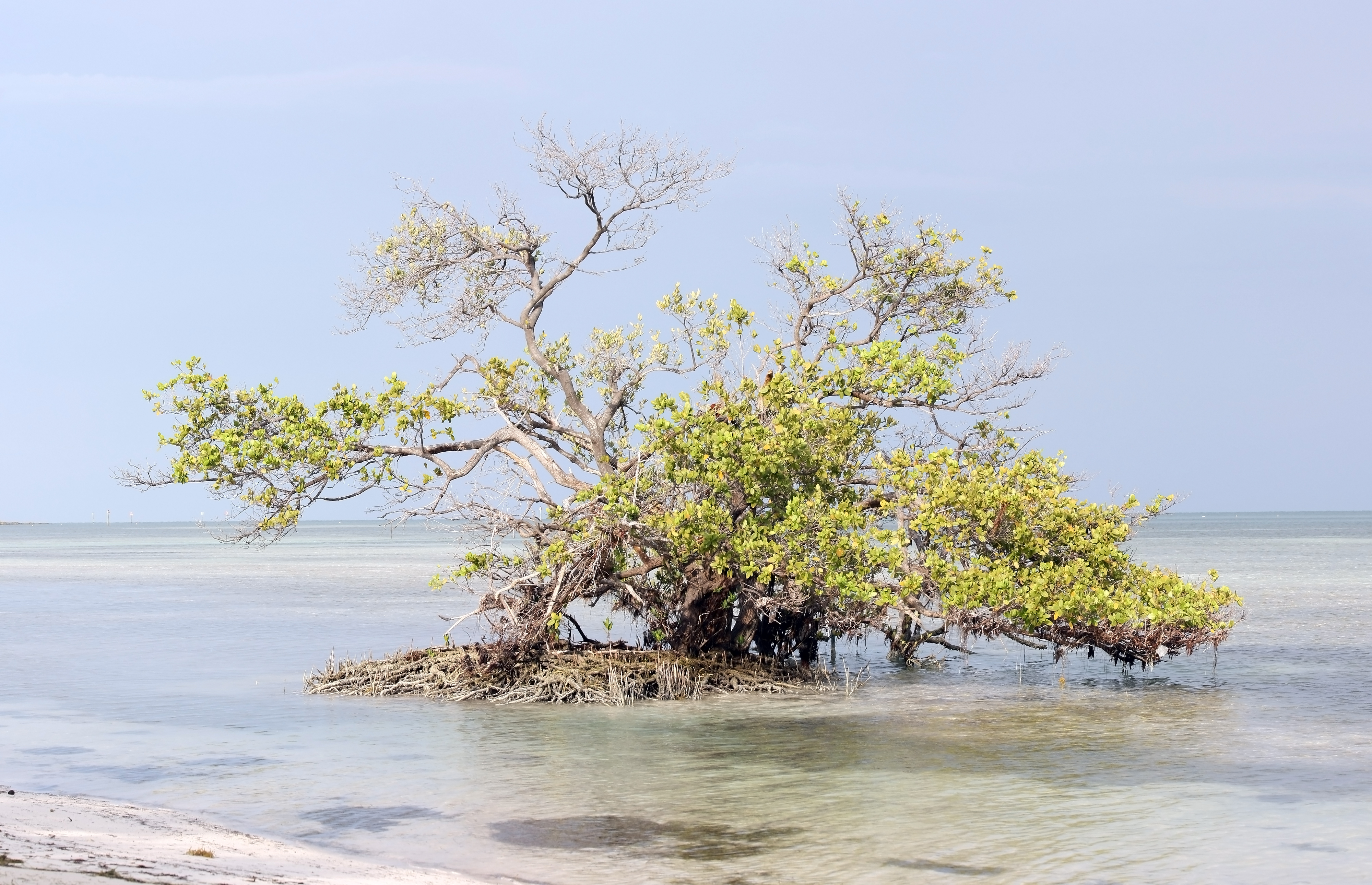
Рослина на мілині
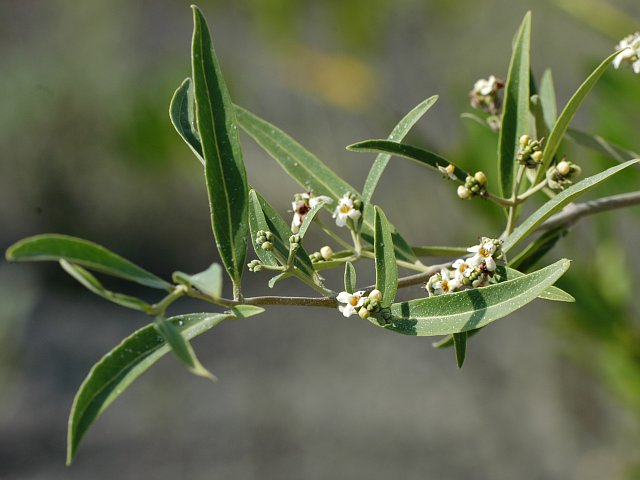
Квіти
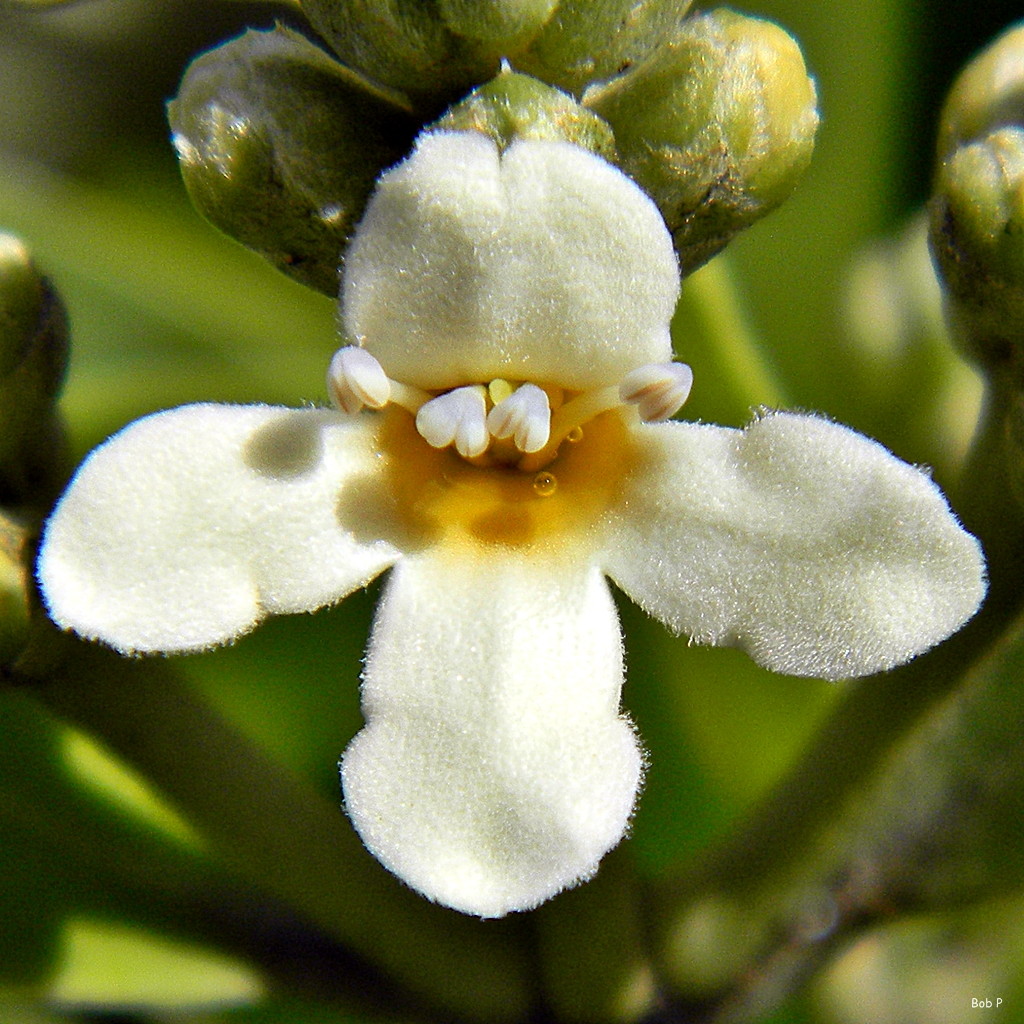
Квітка
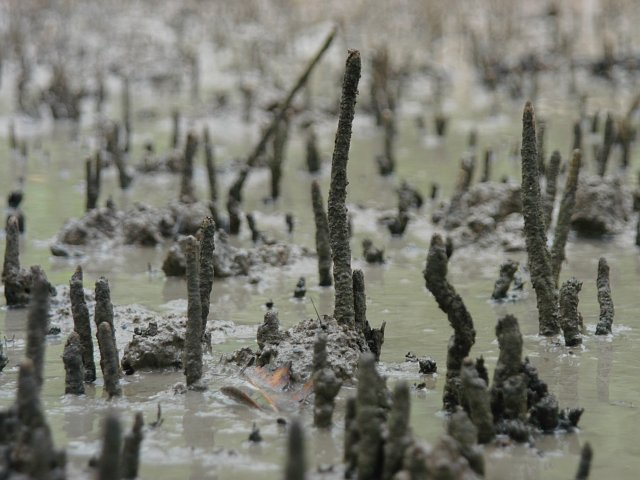
Дихайюче коріння
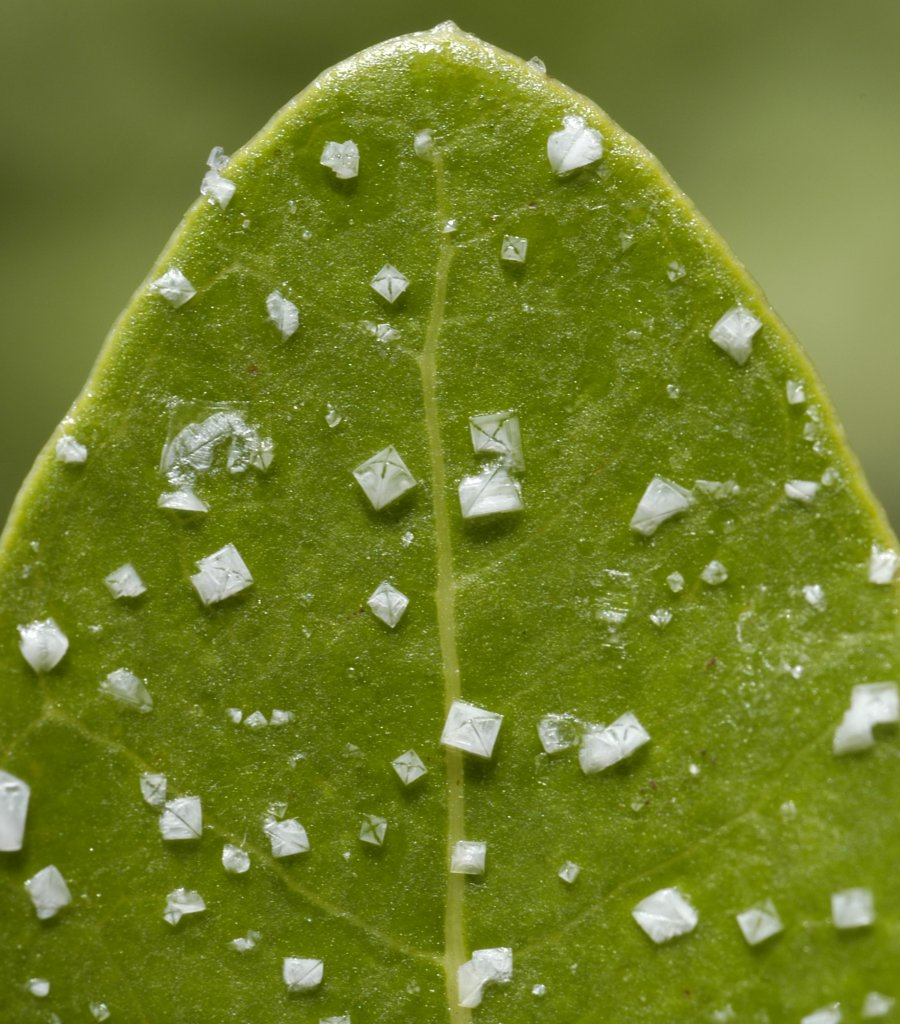
Кристали солі на листі